# 尼庫馬羅羅環礁
尼庫馬羅羅環礁（英語：Nikumaroro Atoll）是太平洋島國基里巴斯的環礁，屬於鳳凰群島的一部分，長7.5公里、寬2.5公里，土地面積4.1平方公里，潟湖面積8平方公里。
世上首位進行環球飛行的女飛行員阿梅莉亚·埃尔哈特相信在這裡失蹤。
該島自1965年無人居住。

## 外部連結
- Satellite image of Nikumaroro （页面存档备份，存于）
- Geographical map of Nikumaroro (Earhart related)
- Earhart Project Hypothesis, Summer 2009
- Forensic Imaging Project II (Earhart related)